# Gare de Châtel - Nomexy
Gare de Châtel - Nomexy vasútállomás Franciaországban, Nomexy településen.

## Vasútvonalak
Az állomást az alábbi vasútvonalak érintik:
- Blainville-Damelevières–Lure-vasútvonal

## Kapcsolódó állomások
A vasútállomáshoz az alábbi állomások vannak a legközelebb:
- Gare de Charmes
- Gare de Thaon
- Gare d’Igney
- Gare de Vincey